# ヤロウどもメロウどもOh!
ヤロウどもメロウどもOh!（－ オー）は、かつてラジオたんぱ（現・ラジオNIKKEI ＝ 日経ラジオ社）の月曜日から土曜日17:00－18:00の時間帯で放送されていたラジオ番組。通称ヤロメロ。
東京本社の公開放送用スタジオ、第0スタジオ（スタジオゼロ）からの生放送だった。

## 概要
1977年4月スタート。パーソナリティにはこの前番組『ギャングパーク』のパーソナリティでもあった大橋照子、柳志津男らで、第一期は1年間放送された。
1978年4月から2年間、16:00 - 18:00に放送されていた『ふれあいスタジオ』を経て、1980年4月から再び午後5時台は『ヤロウどもメロウどもOh!』のタイトルに。この時に毎週水曜日（のちに毎週木曜日）が大阪支社スタジオ発の放送となった。
同時に、この番組よりも低い年齢層のリスナーを対象にした『ヤロメロジュニア出発進行!』が同じ第0スタジオの午後4時台にスタート。この2番組を合わせて『ヤロメロワイド』とも称していた。午後4時50分から10分間のニュースの間にパーソナリティは席を交替するようになっていた。
大橋照子と『ふれあいスタジオ』から加わった斉藤洋美、『ヤロメロジュニア』から小森まなみが加入して、“たんぱ三人娘”が揃うことになり、この3人がヤロメロを支えて行くことになる。
1983年3月に土曜日を除く各曜日が16:00 - 18:00の2時間で1番組の枠となり、タイトルは『日本全国ヤロメロどん!』となった。

## パーソナリティ

### 第一期 (1977年4月 - 1978年3月)
- 友川かずき（月曜日）
- 大橋照子（火曜日 - 木曜日）
- 柳亭小痴楽 （のち5代目柳亭痴楽）（金曜日、1977年6月まで）
- 桂枝八 （現・桂歌春）（金曜日、1977年7月 - 1978年3月）

### 第二期 (1980年4月 - 1983年3月)
月曜日
- まつやま亜紀 （1980年4月 - 1980年9月）
- 斉藤洋美 （1980年10月 - 1983年3月）[1]

火曜日
- 斉藤洋美 （1980年4月 - 1980年9月）
- 大橋照子 （1980年10月 - 1983年3月）[1]

水曜日
- みのわ香代子
- たつみなな ※ （1980年4月 - 1980年9月、この後木曜日へ移動）
- 小森まなみ （1980年10月 - 1983年3月、『ヤロメロジュニア』から移動）[1]

木曜日
- 大橋照子 （1980年4月 - 1980年9月）
- たつみなな ※ （1980年10月 - 1982年3月、水曜日から移動）[1]
- 村田いづみ ※ （1982年4月 - 1983年3月）

金曜日
- 斉藤洋美 （1980年4月 - 1983年3月）[1]

土曜日
- 大橋照子 （1980年4月 - 1983年3月）[1]

（※ - 大阪支社スタジオから放送していたパーソナリティ）
（大橋照子の産休時は岡本りん子と元・山口放送のアナウンサーの大橋美紀子が代理を務めた）

## 主なコーナー
（出典：）

斉藤洋美
- お便りコーナー
- 愛のゆくえ
- 洋美スペシャル
- 日米親善 愛のレッスン
- スペースメルヘン
- ドッキリクイズ
- だからいったじゃないの
- ちょっとエッチな話
- 気分はもうスポーツ
- 洋美の家庭教師
- 今週の東大さん
- 洋美の部屋

大橋照子
- メモリアルキャンディーズ（キャンディーズ活躍期にあった、「キャンディーズ情報局」の後継にあたるコーナー。リスナーでありキャンディーズファンであったカビ（ペンネーム）ら複数名がコーナーを担当）
- コルグ・サウンドメイクアップ（スポンサーであるKORG（当時・京王技研）のシンセサイザー販促コーナー。当時京王技研の社員であり、後にシンセサイザーに関する著作も多数出す事になる、古山俊一がコーナー担当）
- 創作劇場（アチャラカ王国物語、など。レギュラーキャストが全て局アナという珍しい構成であった。脚本とナレーションは、現在も競馬中継などでおなじみの長岡一也、もう一人のキャストには、ニュース23など報道番組のナレーションで活躍中の柳志津男。なお、同名のタイトルで本が出版（著・長岡一也）されている）
- 伝言板コーナー（リスナーの集いの告知や、リスナー独自で活動しているサークルの人員募集、ミニコミ頒布告知、聴けなかった放送回のカセットテープの貸し借りなどがされていた）
- 紙相撲コーナー（リスナーから寄せられた手作りの紙相撲力士同士を競わせるコーナー。ラジオゆえ、実況が命だったコーナー）
- ポエム（リスナーから寄せられたポエムや、大橋照子の自作ポエムなども読まれていたコーナー）
- バビルコーナー（リスナーから寄せられた、コントハガキで構成されていたネタコーナー。ネタを読み終えると必ず「あーあ、バビル」などの数種類のジングル的な音声が流れた）
- ギャンブル大学（リスナーであるバビル高野（ペンネーム）らがコーナー担当）
- ペンタックスコーナー（スポンサーである、カメラメーカーのペンタックス（旭光学）のコーナー）
- スウィートタイム（大橋照子の、その時その時の心情を語っていたコーナー。主に番組の最後に位置することが多く、シメ的な役割のコーナーであった）
- ピッカリ！横山・憩いのひととき（リスナーである横山がコーナー担当）
- 都道府県ベストテン（毎週あるコーナーではなく、1年のうち一定期間行われていた。リスナーのお国自慢的な内容）

みのわ香代子
- 最終回には、「星の王子さま（サンテグジュペリ）」のラジオドラマが放送された。

小森まなみ
- こだぬき探偵団（ハガキが読まれたリスナーには探偵団員証が発行された）
- ヤロメロ笑学校
- なぜなぜマミチャン質問箱
- ドレミファソラジオ マミの歌コーナー
- ラジマガコーナー
- ドラマ・エンジェル学園（脚本は番組の放送作家であった西田公久が担当。主人公以外のキャストはスタジオリスナーが演じた）
- お誕生日おめでとう

たつみなな
- どんくさ監督物語
- 言い訳コーナー
- ヤロメロ教養大学
- 女性心理コーナー
- お話コーナー （電話でのコーナー）

## 番組出来事
（出典：）
- リスナー同士で都道府県人会が出来、新年会、忘年会、花見、合宿などが行われるほどリスナー間のつながりが深いことが特徴的であったが、各番組のリスナー同士で野球チームが結成されて『ヤロメロリスナー杯野球大会』が行われたこともあった。斉藤洋美リスナーの『赤坂スープレックス』と村田いづみリスナーの『いづみボンバーズ』の試合は、後楽園球場を借り切って行われたほどだった。最大ではこの2チームと合わせて、
  - 小石川チェリーズ（大橋照子リスナー）
  - ミルキー・タイガース（小森まなみリスナー）
  - 麻布レイダース（水曜日リスナー）
  - サタメロ（土曜日リスナー）

の4チームの計6チームが結成されていた。
- リスナー同士の強固な結束とネットワークが発揮された例として、当時、AM放送を含むラジオ民放各社が「二十歳の献血キャンペーン」を行った際に、イベントの局別動員数がAM各局を桁違いで離し、動員数トップに躍り出た年があった。
- 当時はスタジオ参加リスナーがスタジオ内で番組を録音することが黙認されており、パーソナリティが使用する広めの円卓に、録音機能付きウォークマンやカセットテレコが多数置かれるのも珍しくはなかった。学生の休み期間ともなると、テーブルの半分以上を埋め尽くすということもあった。
- 1981年、日本国内のプロ野球で阪神が既に巨人に10ゲーム以上離されていた時に、ある阪神ファンが『今年阪神が優勝できなかったら丸坊主になる』と、斉藤洋美の生放送中に“公約”。しかし結局その年のセ・リーグは巨人の優勝に終わり、同年9月28日に100人を超す大入りのリスナーの前で公開断髪式が行われた。因みにこのリスナーはこの3日後の生放送の時にもスタジオを訪れており、その時のパーソナリティ・大橋照子がこのリスナーを見て一言『来年はどこを剃る?』。なお、大橋はこの話を聞いたつボイノリオに“大橋ソル子”と言われたという。
- 翌1982年に今度は斉藤洋美が『巨人が優勝できなかったらレオタード姿で放送する』と公約。この発言の時には巨人は首位に居たが、この年のセ・リーグは中日が逆転優勝を収め、公約通り同年の10月29日にカメラマン・横木安良夫が指導する中で撮影会が行われ、斉藤洋美もショッキングピンクのレオタード姿でカメラを持参した100人以上のリスナーの前で撮影会に臨むこととなった。
- なお、1985年の『はしゃいで○○大放送』の中でも同様にプロ野球を巻き込んだ“賭け事”が小森まなみの番組中で行われている。（はしゃいで○○大放送#番組出来事の項を参照）
- 斉藤洋美はシングルレコードを出したこともある（タイトル：Please Look at My 愛）。しかし一般市場に流通するようなメジャーレーベルからのものではなく、当時常連リスナーの一人であった東大さん（ペンネーム。本名：田中公明）主導で、自主制作として制作された。プロジェクトの進捗は番組内でもされ、番組内で曲も発表された。また、東大さんがプロデュース的な役割を担い、別の曜日でスポンサーコーナーに出向出演していたKORG（京王技研）の古山俊一氏が、同社のシンセサイザーを駆使して制作した楽曲を元にした「斉藤洋美のテーマソング」のようなものも制作されたが、こちらは番組内で流されたのみで、盤に残るようなことはなかった。